# 100417 Philipglass
100417 Philipglass è un asteroide della fascia principale. Scoperto nel 1996, presenta un'orbita caratterizzata da un semiasse maggiore pari a 2,5973931 UA e da un'eccentricità di 0,1424817, inclinata di 5,35083° rispetto all'eclittica.
È dedicato a Philip Glass, celebre compositore statunitense.